# Vilijam Kerčer
Vilijam Kerčer (енгл. William Kircher) je novozelandski glumac. Najpoznatiji je po ulozi patuljka Bifura u filmskoj trilogiji Hobit.

## Izabrana filmografija
| Улоге Vilijama Kirčera |                              |               |                                 |          |
| Година                 | Српски назив                 | Изворни назив | Улога                           | Напомена |
| 2007.                  |                              |               | vodnik Stu Gutri                |          |
| 2012.                  | Hobit: Neočekivano putovanje |               | Bifur, pozajmio glas trolu Tomu |          |
| 2013.                  | Hobit: Šmaugova pustošenja   |               | Bifur                           |          |
| 2014.                  | Hobit: Bitka pet armija      |               | Bifur                           |          |

## Spoljašnje veze
- Vilijam Kirčer на веб-сајту  (језик: енглески)